# Campeonato de Primera División 1994-95 (Argentina)
El Campeonato de Primera División 1994-95 fue la sexagésima quinta temporada de la era profesional del fútbol argentino. Se disputó en dos etapas consecutivas e independientes, cada una con su propio campeón, los torneos Apertura 1994 y Clausura 1995, cuyos vencedores clasificaron a la Copa Libertadores 1996.
Asimismo, al terminar el campeonato, por medio de la tabla de posiciones final del mismo, se establecieron los participantes de la Copa Conmebol 1995.
Se determinaron también los descensos, de acuerdo con los promedios de las tres últimas temporadas.
Por otra parte, este fue el último torneo en el que se computaron 2 puntos por partido ganado.

## Ascensos y descensos
| Pos     | Equipos ascendidos     |
| ------- | ---------------------- |
| 1.º     | Gimnasia y Esgrima (J) |
| 1.º Red | Talleres (C)           |

| Pos  | Equipos descendidos en la temporada 1993-94 |
| ---- | ------------------------------------------- |
| 19.º | Estudiantes de La Plata                     |
| 20.º | Gimnasia y Tiro (S)                         |

## Equipos
| Equipo             | Ciudad        |
| ------------------ | ------------- |
| Argentinos Juniors | Buenos Aires  |
| Banfield           | Banfield      |
| Belgrano           | Córdoba       |
| Boca Juniors       | Buenos Aires  |
| Deportivo Español  | Buenos Aires  |
| Deportivo Mandiyú  | Corrientes    |
| Ferro Carril Oeste | Buenos Aires  |
| Gimnasia y Esgrima | Jujuy         |
| Gimnasia y Esgrima | La Plata      |
| Huracán            | Buenos Aires  |
| Independiente      | Avellaneda    |
| Lanús              | Lanús         |
| Newell's Old Boys  | Rosario       |
| Platense           | Vicente López |
| Racing Club        | Avellaneda    |
| River Plate        | Buenos Aires  |
| Rosario Central    | Rosario       |
| San Lorenzo        | Buenos Aires  |
| Talleres           | Córdoba       |
| Vélez Sarsfield    | Buenos Aires  |

### Distribución geográfica de los equipos
| Región                  | Cant. | Equipos |
| ----------------------- | ----- | --- |
| Ciudad de Buenos Aires  | 8     | Argentinos Juniors, Boca Juniors, Deportivo Español, Ferro Carril Oeste, Huracán, River Plate, San Lorenzo y Vélez Sarsfield |
| Conurbano bonaerense    | 5     | Banfield, Independiente, Lanús, Platense y Racing Club                                                                       |
| Provincia de Córdoba    | 2     | Belgrano y Talleres |
| Provincia de Santa Fe   | 2     | Newell's Old Boys y Rosario Central                                                                                          |
| Ciudad de La Plata      | 1     | Gimnasia y Esgrima |
| Provincia de Corrientes | 1     | Deportivo Mandiyú |
| Provincia de Jujuy      | 1     | Gimnasia y Esgrima |

## Sistema de disputa
Se jugaron dos torneos independientes, Apertura y Clausura, en una sola rueda por el sistema de todos contra todos, en las que el segundo constituyó los desquites del primero, y cada uno consagró su propio campeón.

## Torneo Apertura

### Tabla de posiciones final
| Pos  | Equipo                  | Pts | PJ | G  | E  | P  | GF | GC | DIF |
| ---- | ----------------------- | --- | -- | -- | -- | -- | -- | -- | --- |
| 1.º  | River Plate             | 31  | 19 | 12 | 7  | 0  | 31 | 14 | 17  |
| 2.º  | San Lorenzo             | 26  | 19 | 9  | 8  | 2  | 30 | 21 | 9   |
| 3.º  | Vélez Sarsfield         | 24  | 19 | 9  | 6  | 4  | 28 | 16 | 12  |
| 4.º  | Newell's Old Boys       | 23  | 19 | 7  | 9  | 3  | 22 | 14 | 8   |
| 5.º  | Argentinos Juniors      | 22  | 19 | 8  | 6  | 5  | 24 | 19 | 5   |
| 6.º  | Belgrano                | 21  | 19 | 7  | 7  | 5  | 25 | 18 | 7   |
| 7.º  | Lanús                   | 21  | 19 | 7  | 7  | 5  | 20 | 24 | -4  |
| 8.º  | Banfield                | 20  | 19 | 7  | 6  | 6  | 20 | 15 | 5   |
| 9.º  | Rosario Central         | 20  | 19 | 7  | 6  | 6  | 22 | 20 | 2   |
| 10.º | Gimnasia y Esgrima (LP) | 20  | 19 | 5  | 10 | 4  | 20 | 19 | 1   |
| 11.º | Independiente           | 19  | 19 | 7  | 5  | 7  | 29 | 28 | 1   |
| 12.º | Racing Club             | 19  | 19 | 6  | 7  | 6  | 15 | 18 | -3  |
| 13.º | Boca Juniors            | 17  | 19 | 5  | 7  | 7  | 29 | 28 | 1   |
| 14.º | Huracán                 | 16  | 19 | 6  | 4  | 9  | 22 | 25 | -3  |
| 15.º | Platense                | 16  | 19 | 5  | 6  | 8  | 19 | 24 | -5  |
| 16.º | Ferro Carril Oeste      | 16  | 19 | 5  | 6  | 8  | 21 | 30 | -9  |
| 17.º | Gimnasia y Esgrima (J)  | 15  | 19 | 6  | 3  | 10 | 13 | 24 | -11 |
| 18.º | Deportivo Español       | 12  | 19 | 3  | 6  | 10 | 16 | 26 | -10 |
| 19.º | Deportivo Mandiyú       | 11  | 19 | 1  | 9  | 9  | 19 | 31 | -12 |
| 20.º | Talleres (C)            | 9   | 19 | 2  | 7  | 10 | 18 | 29 | -11 |

## Torneo Clausura

### Tabla de posiciones final
| Pos  | Equipo                  | Pts | PJ | G  | E  | P | GF | GC | DIF |
| ---- | ----------------------- | --- | -- | -- | -- | - | -- | -- | --- |
| 1.º  | San Lorenzo             | 30  | 19 | 14 | 2  | 3 | 31 | 12 | 19  |
| 2.º  | Gimnasia y Esgrima (LP) | 29  | 19 | 12 | 5  | 2 | 29 | 13 | 16  |
| 3.º  | Vélez Sarsfield         | 28  | 19 | 12 | 4  | 3 | 31 | 13 | 18  |
| 4.º  | Boca Juniors            | 24  | 19 | 9  | 6  | 4 | 33 | 19 | 14  |
| 5.º  | Deportivo Español       | 24  | 19 | 10 | 4  | 5 | 27 | 13 | 14  |
| 6.º  | Racing Club             | 20  | 19 | 6  | 8  | 5 | 20 | 19 | 1   |
| 7.º  | Rosario Central         | 19  | 19 | 5  | 9  | 5 | 29 | 23 | 6   |
| 8.º  | Platense                | 19  | 19 | 4  | 11 | 4 | 15 | 14 | 1   |
| 9.º  | Lanús                   | 18  | 19 | 7  | 4  | 8 | 21 | 19 | 2   |
| 10.º | River Plate             | 18  | 19 | 7  | 4  | 8 | 29 | 30 | -1  |
| 11.º | Independiente           | 18  | 19 | 7  | 4  | 8 | 24 | 26 | -2  |
| 12.º | Gimnasia y Esgrima (J)  | 17  | 19 | 4  | 9  | 6 | 19 | 23 | -4  |
| 13.º | Banfield                | 16  | 19 | 5  | 6  | 8 | 17 | 22 | -5  |
| 14.º | Ferro Carril Oeste      | 16  | 19 | 4  | 8  | 7 | 12 | 20 | -8  |
| 15.º | Newell's Old Boys       | 15  | 19 | 5  | 5  | 9 | 21 | 27 | -6  |
| 16.º | Talleres (C)            | 15  | 19 | 3  | 9  | 7 | 20 | 29 | -9  |
| 17.º | Belgrano                | 15  | 19 | 5  | 5  | 9 | 12 | 26 | -14 |
| 18.º | Deportivo Mandiyú       | 14  | 19 | 3  | 8  | 8 | 18 | 27 | -9  |
| 19.º | Huracán                 | 13  | 19 | 3  | 7  | 9 | 20 | 35 | -15 |
| 20.º | Argentinos Juniors      | 12  | 19 | 2  | 8  | 9 | 18 | 36 | -18 |

## Tabla de posiciones final del campeonato
Esta tabla fue utilizada como clasificatoria para la Copa Conmebol 1995.
| Pos  | Equipo                  | Pts | PJ | PG | PE | PP | GF | GC | Dif |
| ---- | ----------------------- | --- | -- | -- | -- | -- | -- | -- | --- |
| 1.º  | San Lorenzo (*)         | 56  | 38 | 23 | 10 | 5  | 61 | 33 | 28  |
| 2.º  | Vélez Sarsfield (**)    | 52  | 38 | 21 | 10 | 7  | 59 | 29 | 30  |
| 3.º  | Gimnasia y Esgrima (LP) | 49  | 38 | 17 | 15 | 6  | 49 | 32 | 17  |
| 4.º  | River Plate (***)       | 49  | 38 | 19 | 11 | 8  | 60 | 44 | 16  |
| 5.º  | Boca Juniors (**)       | 41  | 38 | 14 | 13 | 11 | 62 | 47 | 15  |
| 6.º  | Rosario Central         | 40  | 38 | 12 | 16 | 10 | 51 | 43 | 8   |
| 7.º  | Lanús                   | 39  | 38 | 14 | 11 | 13 | 41 | 43 | -2  |
| 8.º  | Racing Club (**)        | 39  | 38 | 12 | 15 | 11 | 35 | 37 | -2  |
| 9.º  | Newell's Old Boys       | 38  | 38 | 12 | 14 | 12 | 43 | 41 | 2   |
| 10.º | Banfield                | 37  | 38 | 12 | 13 | 13 | 37 | 37 | 0   |
| 11.º | Independiente (**)      | 37  | 38 | 14 | 9  | 15 | 44 | 45 | -1  |
| 12.º | Deportivo Español       | 36  | 38 | 12 | 12 | 14 | 43 | 39 | 4   |
| 13.º | Belgrano                | 36  | 38 | 12 | 12 | 14 | 37 | 44 | -7  |
| 14.º | Platense                | 35  | 38 | 9  | 17 | 12 | 34 | 38 | -4  |
| 15.º | Argentinos Juniors (**) | 34  | 38 | 10 | 14 | 14 | 42 | 55 | -13 |
| 16.º | Gimnasia y Esgrima (J)  | 32  | 38 | 10 | 12 | 16 | 32 | 47 | -15 |
| 17.º | Ferro Carril Oeste      | 32  | 38 | 9  | 14 | 15 | 33 | 50 | -17 |
| 18.º | Huracán                 | 29  | 38 | 9  | 11 | 18 | 42 | 60 | -18 |
| 19.º | Deportivo Mandiyú       | 25  | 38 | 4  | 17 | 17 | 37 | 58 | -21 |
| 20.º | Talleres (C)            | 24  | 38 | 5  | 16 | 17 | 38 | 58 | -20 |

(*) Clasificado a la Copa Libertadores 1996.

(**) Invitado a la Supercopa Sudamericana 1995.

(***) Clasificado a la Copa Libertadores 1996 e invitado a la Supercopa Sudamericana 1995.
- Argentina tuvo 2 cupos clasificatorios a la Copa Conmebol 1995: los equipos mejor ubicados en esta tabla, que no estuvieran invitados a la Supercopa Sudamericana 1995 ni clasificados a la Copa Libertadores 1996.

## Tabla de descenso
| Pos  | Equipo                  | 92-93 | 93-94 | 94-95 | Total | PJ  | Promedio |
| ---- | ----------------------- | ----- | ----- | ----- | ----- | --- | -------- |
| 1.º  | San Lorenzo             | 45    | 44    | 56    | 145   | 114 | 1,271    |
| 2.º  | River Plate             | 46    | 45    | 49    | 140   | 114 | 1,228    |
| 3.º  | Vélez Sarsfield         | 48    | 38    | 52    | 138   | 114 | 1,210    |
| 4.º  | Boca Juniors            | 48    | 42    | 41    | 131   | 114 | 1,149    |
| 5.º  | Independiente           | 41    | 48    | 37    | 126   | 114 | 1,105    |
| 6.º  | Gimnasia y Esgrima (LP) | 34    | 37    | 49    | 120   | 114 | 1,052    |
| 7.º  | Lanús                   | 37    | 41    | 39    | 117   | 114 | 1,026    |
| 8.º  | Racing Club             | 36    | 41    | 39    | 117   | 114 | 1,026    |
| 9.º  | Rosario Central         | 39    | 38    | 39    | 116   | 114 | 1,017    |
| 10.º | Huracán                 | 43    | 43    | 29    | 115   | 114 | 1,008    |
| 11.º | Banfield                | -     | 40    | 36    | 76    | 76  | 1,000    |
| 12.º | Belgrano                | 38    | 35    | 36    | 109   | 114 | 0,956    |
| 13.º | Deportivo Español       | 41    | 32    | 36    | 109   | 114 | 0,956    |
| 14.º | Ferro Carril Oeste      | 38    | 35    | 32    | 105   | 114 | 0,921    |
| 15.º | Argentinos Juniors      | 33    | 36    | 34    | 103   | 114 | 0,903    |
| 16.º | Platense                | 28    | 38    | 35    | 101   | 114 | 0,885    |
| 17.º | Newell's Old Boys       | 25    | 36    | 38    | 99    | 114 | 0,868    |
| 18.º | Gimnasia y Esgrima (J)  | -     | -     | 32    | 32    | 38  | 0,842    |
| 19.º | Deportivo Mandiyú       | 37    | 30    | 25    | 92    | 114 | 0,807    |
| 20.º | Talleres (C)            | -     | -     | 24    | 24    | 38  | 0,631    |

|  |                             |
|  | Descendieron al Nacional B. |

## Descensos y ascensos
Al finalizar la temporada, Talleres (C) y Deportivo Mandiyú descendieron al Nacional B, siendo reemplazados por Estudiantes y Colón para el ciclo 1995-96.